# Tabarly
Tabarly é um documentário realizado por Pierre Marcel sobre o navegador francês Éric Tabarly. O filme foi estreado em França a 11 de junho de 2008.
O narrador do documentário é o próprio Éric Tabarly.